# Erica világa
Az Erica világa (eredeti cím: Being Erica) 2009-ben bemutatott kanadai televíziós drámasorozat. A műsor alkotója Jana Sinyor, a történet főszereplője pedig egy nő, aki lehetőséget kap rá, hogy visszatérjen a múltba és helyrehozza a hibáit. A főszereplők közt megtaláható Erin Karpluk, Michael Riley, Tyron Leitso, Vinessa Antoine és Reagan Pasternak.
A sorozatot Kanadában a CBC adta 2009. január 5. és 2011. december 12. közt. Magyarországon először a Hallmark Channel mutatta be 2009. szeptember 27-én, majd az utódjául szolgáló Universal Channel és a Viasat 3 folytatta.

## Cselekmény
A sorozatban Erica Stranget, egy csinos és okos nő, aki viszont úgy érzi, hogy semerre se halad az életével, emiatt pedig a múltját hibáztatja. Egy napon a kórházban azonban találkozik egy rejtélyes kezelőorvossal, Dr. Tom Wexlarral, aki élete lehetőségét kínálja neki: vissza tudjak küldeni őt a múltba. Erica él is a lehetőséggel és megpróbálja megváltoztatni a múltját, ezzel együtt pedig jobbá tenni a jelenét.

## Szereplők
| Szereplő               | Színész          | Magyar hang   |
| ---------------------- | ---------------- | ------------- |
| Erica Strange          | Erin Karpluk     | Roatis Andrea |
| Dr. Tom Wexlar         | Michael Riley    | Jakab Csaba   |
| Josh MacIntosh         | Adam MacDonald   | Joó Gábor     |
| Julianne Giacomelli    | Reagan Pasternak |               |
| Ethan Wakefield        | Tyron Leitso     |               |
| Judith Winters         | Vinessa Antoine  |               |
| Jennifer "Jenny" Zalen | Paula Brancati   |               |
| Kai Booker             | Sebastian Pigott |               |

## Epizódok
| Évad | Évad | Részek száma | Részek száma | Eredeti sugárzás     | Eredeti sugárzás   | Eredeti adó | Magyar sugárzás      | Magyar sugárzás | Magyar adó        |
| Évad | Évad | Részek száma | Részek száma | Évadbemutató         | Évadzáró           | Eredeti adó | Évadbemutató         | Évadzáró        | Magyar adó        |
| ---- | ---- | ------------ | ------------ | -------------------- | ------------------ | ----------- | -------------------- | --------------- | ----------------- |
|      | 1.   | 13           | 13           | 2009. január 5.      | 2009. április 1.   | CBC         | 2009. szeptember 27. |                 | Hallmark Channel  |
|      | 2.   | 12           | 12           | 2009. szeptember 22. | 2009. december 8.  | CBC         | 2010. március 8.     |                 | Hallmark Channel  |
|      | 3.   | 13           | 13           | 2010. szeptember 21. | 2010. december 15. | CBC         | 2011. április 20.    |                 | Universal Channel |
|      | 4.   | 11           | 11           | 2011. szeptember 26. | 2011. december 12. | CBC         |                      |                 | Universal Channel |

## Fordítás
Ez a szócikk részben vagy egészben  a   Being Erica című angol Wikipédia-szócikk fordításán alapul.  Az eredeti cikk szerkesztőit annak laptörténete sorolja fel. Ez a jelzés csupán a megfogalmazás eredetét és a szerzői jogokat jelzi, nem szolgál a cikkben szereplő információk forrásmegjelöléseként.